# Kitui

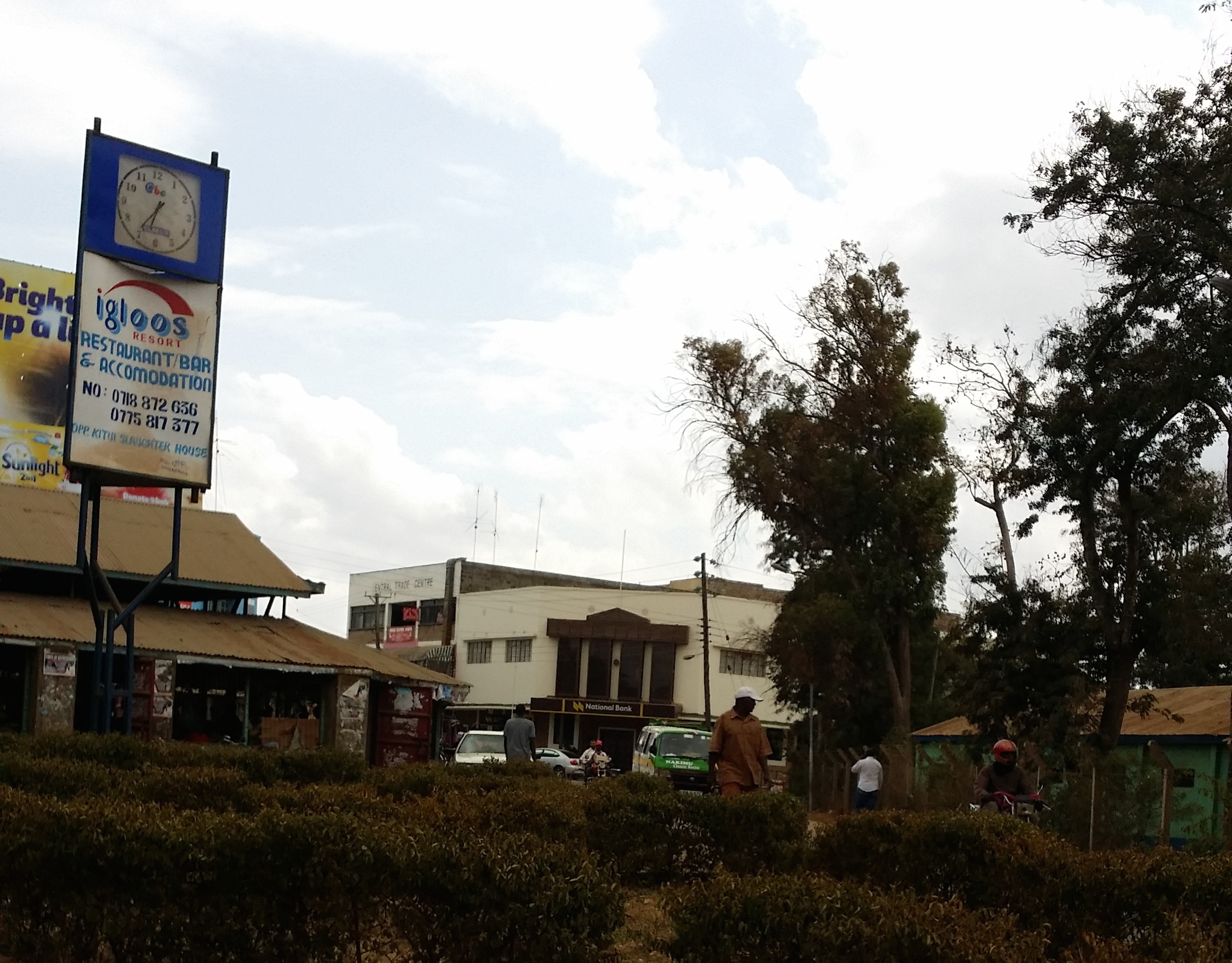

Kitui est une ville de la province orientale du Kenya, à 130 kilomètres à l'est de Nairobi. L'ethnie principale est formée par les Kambas.

## Religion
Kitui est le siège d'un évêché catholique.